# 猫田直
猫田 直（ねこた なお、1969年4月23日 - ）は日本の女優。岐阜県出身。ザズウ所属。劇団tsumazuki no ishiの創立メンバーの一人。旧芸名は相川直だったが、1996年に矢口史靖監督の「猫田さん」に主演したのをきっかけに改名した。多くの映画やテレビドラマに出演したが、2019年以降活動がみられなくなり、2020年にaRmaの不明権利者一覧に掲載されている。

## 出演

### テレビドラマ
- 夜逃げ屋本舗 第4話「恋人はサラ金強盗」（1999年5月7日、日本テレビ）
- 深く潜れ〜八犬伝2001〜（2000年10月、NHK） - 宮川弥生 役
- 弁護士迫まり子の遺言作成ファイル（2000年12月11日、TBS） - 妊婦 役
- 学校の怪談 春の物の怪スペシャル 第1話「怪猫伝説」（2001年3月27日、関西テレビ）
- 連続テレビ小説（NHK）
  - ちゅらさん（2001年4月） - 占い師 役
  - ファイト（2005年5月） - 山田松葉 役
  - 半分、青い。（2018年） - 野方 役
- たのしい幼稚園（2001年4月、TBS） - 駒田真理 役
- 真実を追う男（2002年11月11日、TBS）
- よい子の味方 〜新米保育士物語〜（2003年1月、日本テレビ）
- OL銭道（2003年4月、テレビ朝日）
- 銀座まんまんなか!（2003年11月、TBS）
- ほんとにあった怖い話（フジテレビ）
  - 「何かがそこにいる」（2005年1月24日） - 町田素子先生 役
  - 夏の特別編2015「どこまでも憑いてくる」（2015年8月29日）
- 横山秀夫サスペンス 第6作「モノクロームの反転」（2005年6月13日、TBS）
- すみれの花咲く頃（2007年1月、NHK） - 倉田沙織 役
- 帰ってきた時効警察（2007年4月、テレビ朝日）
- 未来講師めぐる 第3話「美少女・禁断の愛」（2008年1月25日、テレビ朝日） - 裕子 役
- 温泉 (秘) 大作戦 第6作 （2008年8月16日、テレビ朝日） - 海女 役
- 夏の恋は虹色に輝く（2010年7月、フジテレビ） - 山本とし子 役
- 松本清張没後20年特別企画・疑惑（2012年11月9日、フジテレビ）
- 刑事のまなざし 第1話・第5話（2013年10月7日・11月4日、TBS） - 近所の主婦 役[3]
- ホワイト・ラボ〜警視庁特別科学捜査班〜（2014年5月19日、TBS） - 島崎尚美 役
- リスクの神様（2015年7月、フジテレビ）
- 世にも奇妙な物語 25周年!秋の2週連続SP～映画監督編～（2015年11月28日、フジテレビ）
- コウノドリ（2015年12月、TBS）
- おかしの家 第8話（2015年12月9日、TBS）
- 撃てない警官（2016年1月、WOWOW）
- トットてれび（2016年5月7日、NHK）
- 将棋めし（2017年8月3日 - 、フジテレビ）- 壱岐ちとせ 役

### 映画
- 犬猫
- 東京原発 （2004年）- 政策報道室職員 役
- トニー滝谷 （2005年） - レストランのバイト2 役
- 三年身籠もる  （2005年）
- ドライブイン蒲生
- バカバカンス （2008年） - そば屋の妻 役
- ハッピーフライト
- 花とアリス（長編[実写劇場版]）
- パルコフィクション
- 秘密の花園
- BABY BABY BABY! -ベイビィ ベイビィ ベイビィ- （2009年）- 安藤 役
- ステキな金縛り （2011年）
- 星ガ丘ワンダーランド  (2016年)
- ナミヤ雑貨店の奇蹟（2017年9月23日）
- 月と雷（2017年10月7日）
- ワンピース
- ヒキタさん、ご懐妊ですよ!（2019年）

### 舞台
- ゴミ、都市そして死

### その他
- 戦後70年千の証言スペシャル